# Chevrolet Kingswood

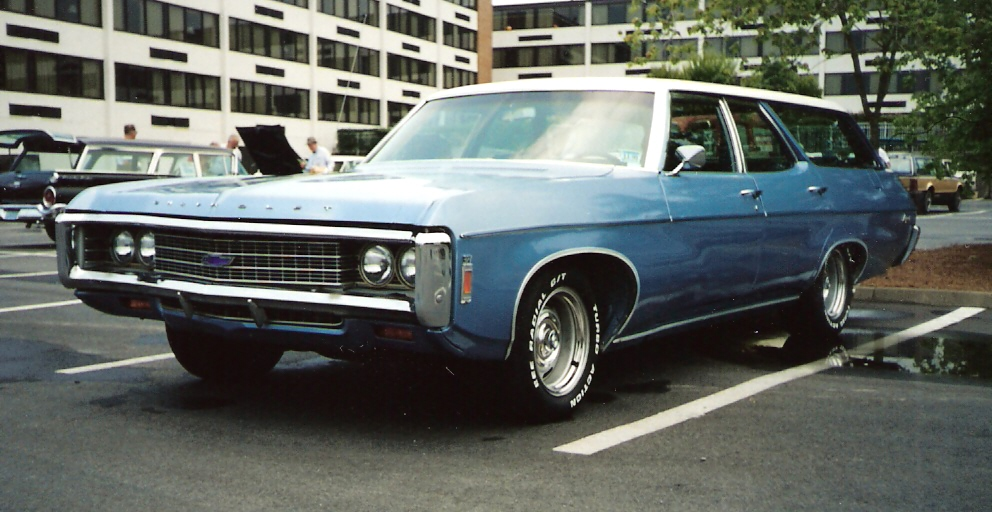
Chevrolet Kingwood Kombi (1969)

Der Chevrolet Kingswood war ein Kombi, den Chevrolet in den Modelljahren 1959 und 1960 anbot. Auch in den Modelljahren 1969–1972 tauchte der Name wieder auf. Der Wagen basierte auf der hinterradgetriebenen GM-B Plattform.
In den Modelljahren 1959 und 1960 gab es den Kingswood mit Reihensechszylinder- oder V8-Motor. Er war eines der Kombimodelle des Bel Air, ebenso wie sein Schwestermodell, der Parkwood. Während der Parkwood allerdings nur zwei Sitzbänke (6 Sitzplätze) hatte, bot der Kingswood drei Sitzbänke mit 9 Sitzplätzen. Von der Ausstattung lagen beide Kombis im mittleren Segment, besser ausgestattet als der einfache Brookwood, aber nicht so gut wie das Spitzenmodell Nomad.
In den Modelljahren 1969 bis 1972 war der Kingswood das Kombimodell des Impala, und es gab ihn nur mit V8-Motoren. Wiederum stellte er das mittlere Angebot zwischen den einfach ausgestatteten Modellen Townsman und Brookwood und dem luxuriöseren Spitzenmodell Kingswood Estate mit Holzimitatausstattung dar. In dieser Zeit gab es den Kingswood mit 6 oder 9 Sitzplätzen; 1969 und 1970 war eine elektrisch versenkbare Heckscheibe bei letzterem Standard, bei ersterem auf Wunsch erhältlich. 1971 und 1972 wurden elektrische Fensterheber in beiden Modellen Serienausstattung.
Mitten im Modelljahr 1971 wurde das Automatikgetriebe „TurboHydraMatic“ Serienausstattung. Das handgeschaltete Dreiganggetriebe wurde nicht langer angeboten. Bereits zuvor wurde fast jeder Kingswood der späten 1960er- und frühen 1970er-Jahre mit Automatikgetriebe bestellt.
1973 stellte Chevrolet die Modelle Kingswood und Kingswood Estate ebenso ein wie ihre Schwestermodelle Townsman und Brookwood. Die Kombis hießen nun wieder wie ihre Limousinenpendants, Bel Air, Impala oder Caprice. Der Bel Air und der Impala wurden noch bis 1976 gefertigt. Der Impala kehrte 1994 nur als Limousine zurück.